# Сан-Бенту (футбольный клуб, Сорокаба)
Спортивный клуб «Сан-Бе́нту» (более известный как просто «Сан-Бенту», порт. Esporte Clube São Bento) — бразильский футбольный клуб из Сорокабы, штат Сан-Паулу.

## История
Клуб был основан 14 сентября 1913 года, вскоре после эпидемии жёлтой лихорадки в Сорокабе, первоначально команда называлась «Атлетик Клуб Сорокаба», и была основана фабрикой «Ferreira e Cia», которая производила товары для коневодства.
Прошло ровно тринадцать месяцев, и клуб получил текущее название. Клуб был назван в честь святого Бенедикта, потому что «Сан-Бенту» сыграл свои первые игры на поле, принадлежавшем городскому монастырю святого Бенедикта.
В 1953 году «Сан-Бенту» получил статус профессионального клуба. 10 июня того же года клуб сыграл свой первый матч на таком уровне (Лига Паулиста Серия А2) против «Ферровария Ботукату». «Сан-Бенту» выиграл со счётом 4:2.
В 1962 году клуб выиграл свой первый титул, Лигу Паулиста Серия А2, победив в финале «Америку СП».
В 1979 году «Сан-Бенту» играл в бразильской Серии А. Клуб выбыл на третьем этапе, заняв 15-е место.
В 2001 году клуб выиграл свой второй чемпионский титул, на этот раз серию А3 Лиги Паулиста, обогнав на четыре очка соседей, «Атлетико Сорокаба».

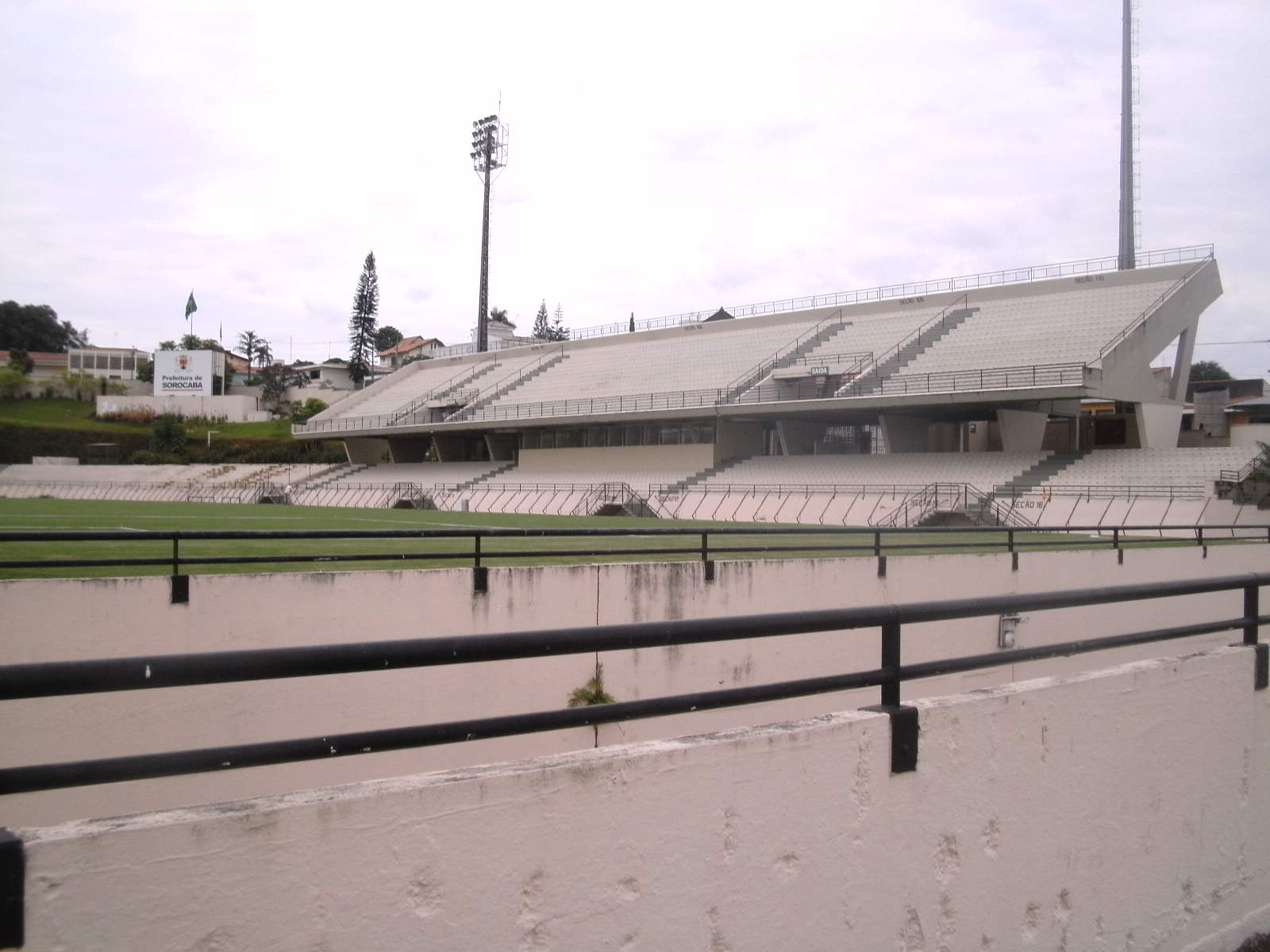
Муниципальный стадион Валтера Рибейро

В 2002 году «Сан-Бенту» выиграл свой третий титул, Кубок FPF, победив «Жаботикабал» в финале.

## Титулы
- Кубок FPF (1): 2002
- Лига Паулиста Серия А2 (1): 1962
- Лига Паулиста Серия А3 (1): 2001

## Стадион
«Сан-Бенту» играет свои домашние матчи на Муниципальном стадионе Валтера Рибейро, который был открыт в 1978 году с максимальной вместимостью 12525 человек.
Есть также другой стадион под названием «Умберто Реали», который также принадлежит клубу и имеет максимальную вместимость 20000 человек.
У клуба также есть свой тренировочный комплекс.

## Символика клуба
Цветами «Сан-Бенту» являются синий и белый. Домашняя форма клуба включает синюю футболку, белые или синие короткие гетры.
Талисманом клуба является синяя птица вьюрок, отсюда и цвета.
Клуб носит прозвище «Азулан», что дословно означает «большой синий», и «Бентан» («Большой Бенедикт»).

## Ультрас
- Torcida Uniformizada Falcão Azul
- Torcida Uniformizada Sangue Azul
- Torcida Uniformizada Tira Prosa